# La Divaza
Pedro Luís João Figueira Álvarez (Maracay, Aragua; 18 de junio de 1998), conocido popularmente por su nombre artístico la Divaza, es un youtuber, cantante, celebridad de internet y actor venezolano, reconocido por ser uno de los primeros youtubers de Venezuela en alcanzar popularidad internacional.
En 2024, participó como integrante en el programa de telerrealidad La casa de los famosos, emitido por Telemundo.

## Biografía

### Inicios
Figueira Álvarez nació en la ciudad de Maracay, en Aragua. Comenzó a crear vídeos en YouTube a finales de 2012, donde describía la situación en su país de origen. Su personaje, la Divaza, causó polémica a nivel nacional e internacional por la peculiar personalidad que presentaba y el contenido de sus vídeos. Hasta el día de hoy se ha convertido en un ícono y un fenómeno en las redes sociales.
En 2011, la Divaza comenzó a hacer vídeos en el sitio de redes sociales Habbo. Realiza contenido diverso, que va desde videoblogs, gameplays y reseñas de premios anuales como VMA, AMA, EMA, Billboard, Miss Universo y Grammy, hasta temas más serios de concienciación social. Convive con su mejor amigo, José Gregorio Santos, más conocido como la Jose, en Ciudad de México, quien ha hecho varias apariciones en su canal cuando vivía en Venezuela con el youtuber Konrad Montero, conocido como la Konrad, pero por la distancia solo se comunican a través de las redes sociales.
A finales de 2015 salió del armario como persona homosexual públicamente a través de un vídeo en su canal de YouTube.

### Carrera artística
Ha realizado giras y actúa para sus millones de seguidores en todo el mundo y ha colaborado con muchos youtubers conocidos como Mariale, Alejo Igoa, Kimberly Loaiza y Juan Pablo Jaramillo.
En diciembre del 2017, lanzó una canción como parte de un desafío viral de YouTube llamada «Roast Yourself», al igual que el desafío, que estuvo acompañada de un vídeo musical, promocionando su alterego. Una semana después, la canción estaba disponible en iTunes, alcanzando el primer lugar en México y otros países de América Latina. El vídeo musical obtuvo un millón de megustas en veinticuatro horas y más de seis millones de visitas en YouTube. A junio de 2020, el vídeo musical tenía 115 millones de visitas y 3,5 millones de megustas, lo que la convierte en la canción más exitosa de un youtuber. Interpretó la canción en vivo en los MTV Millennial Awards de 2018, donde presentó el programa junto a la cantante chilena Mon Laferte y en el que ganó dos premios, en las categorías de Ícono Miaw del año y Rostizado del año. El 15 de noviembre de 2019 sacó otra canción llamada «Cachete al suelo», con vídeo musical incluido, bajo el sello discográfico Warner Music Group.
En el 2020 realizó un videorreto llamado «Canta la palabra» con la cantante colombiana Karol G. El 28 de diciembre del mismo año lanzó una canción llamada «D.I.V.A.». El 31 de diciembre de 2022 publicó otro sencillo titulado «La noche».
En 2023 se incorporó a la nueva temporada del programa de telerrealidad La venganza de los ex, transmitido por el canal MTV Latinoamérica y la plataforma de streaming Paramount+. A julio de 2025, su canal principal contaba con 10,4 millones de subscriptores y más de 908,2 millones de visualizaciones. Además, tiene un segundo canal en YouTube llamado Keeping Up With La Divaza, donde emite su pódcast llamado Radio Divaza junto con su mejor amigo e influencer José Gregorio Santos, «la Jose». Este pódcast también se emite en plataformas de streaming de audio como Spotify.
En 2024, ingresó al programa de telerrealidad, La casa de los famosos, cuya cuarta temporada fue transmitida por la cadena Telemundo. La Divaza abandonó el programa después de 78 días de estadía.

## Filmografía

### Televisión
| Año  | Programa                    | Rol                              | Notas                                         |
| ---- | --------------------------- | -------------------------------- | --------------------------------------------- |
| 2018 | MTV Millennial Awards       | Presentador                      |                                               |
| 2023 | La venganza de los ex VIP   | Él mismo                         | Reparto principal (temporada 2), 12 episodios |
| 2024 | La casa de los famosos      | Habitante                        | Abandono (temporada 4), 13.º puesto           |
| 2024 | Las estrellas bailan en Hoy | Concursante (con Alana Lliteras) | 6.º eliminado (temporada 6)                   |

## Premios y nominaciones
| Organización | Tipo                   | Galardón              | Razón |
| ------------ | ---------------------- | --------------------- | --- |
| YouTube      | YouTube Creator Awards | Silver Creator Award  | Otorgado a los creadores que obtienen la cantidad de 100 000 (cien mil) suscriptores en su canal de YouTube.            |
| YouTube      | YouTube Creator Awards | Gold Creator Award    | Otorgado a los creadores que obtienen la cantidad de 1 000 000 (un millón) de suscriptores en su canal de YouTube.      |
| YouTube      | YouTube Creator Awards | Diamond Creator Award | Otorgado a los creadores que obtienen la cantidad de 10 000 000 (diez millones) de suscriptores en su canal de YouTube. |

| Año  | Evento                | Categoría                      | Resultado | Ref.          |
| ---- | --------------------- | ------------------------------ | --------- | ------------- |
| 2017 | MTV Millennial Awards | La cara más fresca             | Nominado  | [ 31 ]        |
| 2017 | MTV Millennial Awards | Supercolab del año             | Nominado  | [ 31 ]        |
| 2018 | MTV Millennial Awards | Ícono Miaw del año             | Ganador   | [ 18 ]        |
| 2018 | MTV Millennial Awards | Rostizado del año              | Ganador   | [ 18 ]        |
| 2019 | MTV Millennial Awards | Ícono Miaw                     | Nominado  | [ 32 ]        |
| 2019 | MTV Millennial Awards | Instastories                   | Nominado  | [ 32 ]        |
| 2021 | MTV Millennial Awards | Amo del pódcast (Radio Divaza) | Ganador   | [ 33 ] [ 34 ] |